# سوني كوكس (لاعب كرة قدم)
سوني كوكس (بالإنجليزية: Sonny Cox)‏ هو لاعب كرة قدم بريطاني، ولد في 11 أكتوبر 2004.